# Xã Lenox, Michigan
Xã Lenox (tiếng Anh: Lenox Township) là một xã thuộc quận Macomb, tiểu bang Michigan, Hoa Kỳ. Năm 2010, dân số của xã này là 10.470 người.